# NGC 3638
NGC 3638 is een spiraalvormig sterrenstelsel in het sterrenbeeld Beker. Het hemelobject werd in 1886 ontdekt door de Amerikaanse astronoom Ormond Stone.

## Synoniemen
- MCG -1-29-7
- IRAS 11176-0749
- PGC 34688